# Gymnostomum ciliatum
Gymnostomum ciliatum là một loài rêu trong họ Pottiaceae. Loài này được (Hedw.) Lag., D. García & Clemente mô tả khoa học đầu tiên năm 1802.